# Sainte-Anne-sur-Gervonde
Sainte-Anne-sur-Gervonde là một xã của tỉnh Isère, thuộc vùng Rhône-Alpes, đông nam nước Pháp.